# Beieroschema
Beieroschema is een geslacht van rechtvleugeligen uit de familie sabelsprinkhanen (Tettigoniidae). De wetenschappelijke naam van dit geslacht is voor het eerst geldig gepubliceerd in 2008 door Özdikmen.

## Soorten
Het geslacht Beieroschema omvat de volgende soorten:
- Beieroschema cuspidatum Beier, 1954
- Beieroschema guttatum Brunner von Wattenwyl, 1895
- Beieroschema tricuspidatum Beier, 1954